# Орехов, Олег Борисович
Олег Борисович Орехов (укр. Олег Борисович Орєхов; 20 августа 1967, Киев) — украинский футбольный арбитр. 18 марта 2010 года УЕФА пожизненно дисквалифицировал его и отстранил от футбольной деятельности. Заслуженный работник физической культуры и спорта Украины (2006).
Начал судить футбольные матчи в 1994 году. Обслуживал высшую лигу Чемпионата Украины. В среднем за матч показывал 4 желтые карточки. С 2002 года — арбитр ФИФА. В Премьер Лиге провёл 83 игры, показал 343 жёлтые карточки и 24 красные.
В марте 2010 года УЕФА пожизненно дисквалифицировал арбитра за нарушение «принципов лояльности и добросовестности», не уточняя, за какой именно матч или матчи.
Хобби: путешествия, театр. Семейное положение: женат, есть две дочери.